# Denis Buntić
Denis Buntić (* 13. Oktober 1982 in Ljubuški, SR Bosnien und Herzegowina, Jugoslawien) ist ein ehemaliger kroatischer Handballspieler. Er ist 1,98 m groß und hat ein Körpergewicht von etwa 109 Kilogramm.

## Karriere

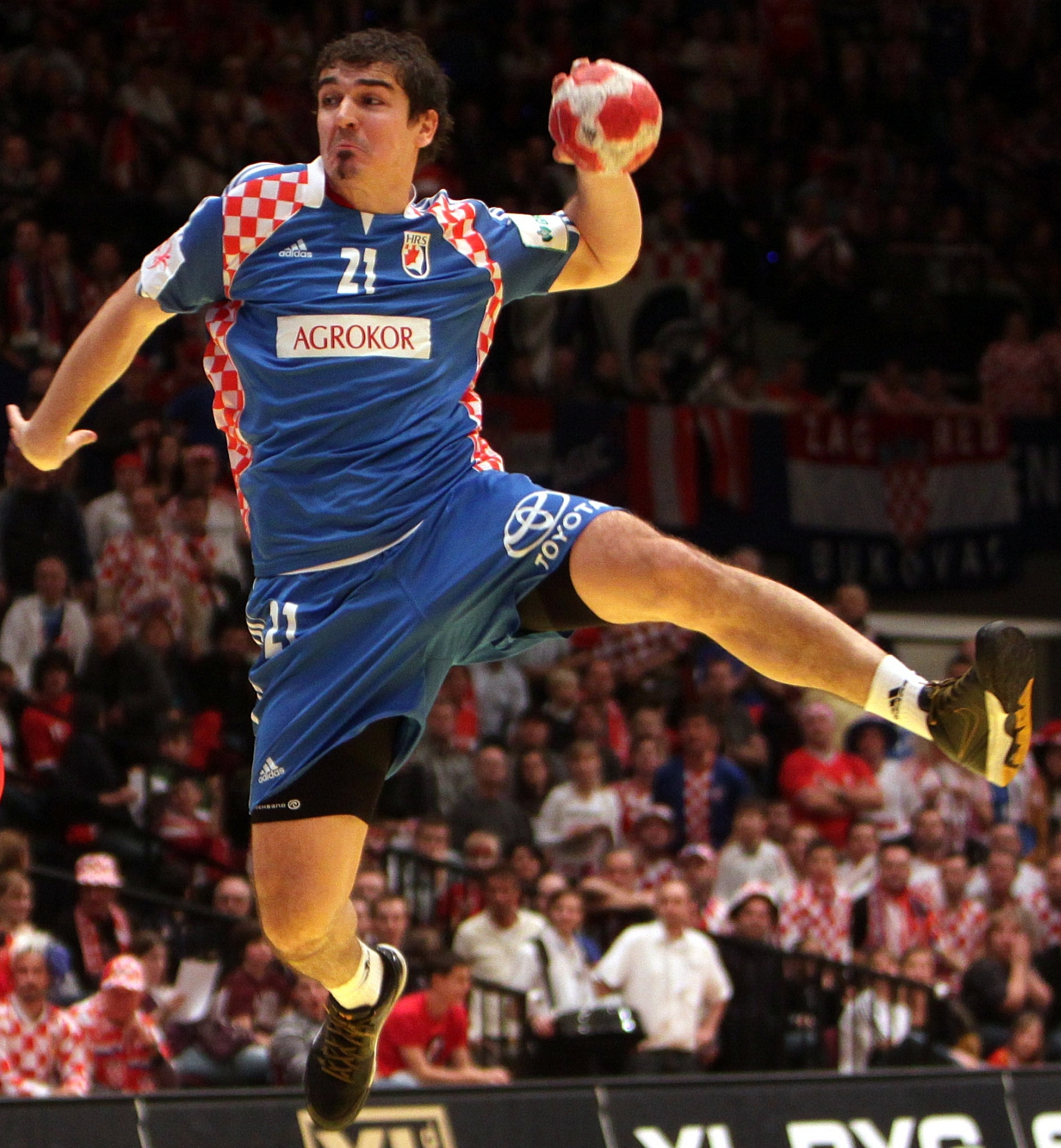
Denis Buntić beim Torwurf (2010)

Sein erster Handballverein als Profispieler war HRK Izviđač aus Ljubuški. Für HRK Izviđač spielte Buntić erstmals international in der Spielzeit 1998/99 im Euro-City-Cup. Es folgten für denselben Handballverein Spielereinsätze im Europapokal der Pokalsieger in der Saison 1999/00 und 2000/01 in der EHF Champions League; 2001/02 spielte Buntić für HRK Izviđač im EHF Challenge Cup, 2002/03 wieder in der EHF Champions League, um eine Spielzeit darauf 2003/04 am EHF-Pokal teilzunehmen. Sein vorerst letztes internationales Handballprofispiel für HRK Izviđač absolvierte Denis Buntić in der Spielzeit 2004/05 im Champions-League-Wettbewerb.
2005/06 wechselte er zum kroatischen Handballverein RK Medveščak Zagreb und war in dieser Spielzeit Teilnehmer am EHF Challenge Cup. 2007/2008 wechselte er zum slowenischen Handballverein von RK Koper und wurde Teilnehmer am EHF-Pokal-Wettbewerb. Ab dem 18. August 2008 spielte Denis Buntić für den spanischen Handballverein Ademar León und nahm am Wettbewerb der EHF Champions League 2008/09 teil. Zur Saison 2011/12 wechselte er zum polnischen Club KS Vive Kielce. Mit Kielce gewann er 2012, 2013, 2014, 2015 und 2016 die Meisterschaft, 2012, 2013, 2014, 2015 und 2016 den Pokal sowie 2016 die EHF Champions League. Im Sommer 2016 schloss er sich dem ungarischen Erstligisten Pick Szeged an. Im Dezember 2017 trennte sich Szeged von ihm. Ab Februar 2018 stand er wieder beim bosnischen Verein HRK Izviđač unter Vertrag.
Denis Buntić spielte im rechten Rückraum und stand im Aufgebot der Kroatischen Männer-Handballnationalmannschaft. Bei den Weltmeisterschaften 2005 und 2009 gewann er mit Kroatien Silber. Im Sommer 2012 nahm Buntić an den Olympischen Spielen in London teil, wo er die Bronzemedaille gewann.